# Namtha United FC
Der Namtha United Football Club ist ein laotischer Fußballverein aus Luang Namtha. Aktuell spielt die Fußballmannschaft in der höchsten Liga des Landes, der Lao Premier League.

## Stadion
Der Verein trägt seine Heimspiele im Luang Namtha Provincial Stadium in Luang Namtha aus. Das Stadion hat ein Fassungsvermögen von 1000 Personen.

## Trainerchronik
| Trainer                  | Nation | von             | bis   |
| ------------------------ | ------ | --------------- | ----- |
| Amphaivanh Chanthalavong | Laos   | 8. Februar 2023 | heute |

## Saisonplatzierung
| Saison  | Liga               | Liga  | Liga   | Liga | Liga | Liga | Liga  | Liga   | Liga     |
| Saison  | Liga               | Level | Spiele | S    | U    | N    | Tore  | Punkte | Position |
| ------- | ------------------ | ----- | ------ | ---- | ---- | ---- | ----- | ------ | -------- |
| 2023    | Lao Premier League | 1     | 14     | 1    | 5    | 8    | 10:14 | 8      | 7.       |
| 2024/25 | Lao Premier League | 1     | 14     | 3    | 3    | 8    | 23:24 | 12     | 6.       |